# Cinco (álbum)
Cinco es el quinto álbum de estudio de la banda estadounidense El Chicano, publicado en marzo de 1974 por MCA Records.

## Recepción de la crítica
La revista Billboard lo nombró una selección “Spotlight” y un crítico no especificado escribió: “Este septeto angelino parece volver a sus raíces ya que el primer corte, «El Cayuco», es un cha cha cha puro, auténtico y que suena de maravilla. No hay guitarras de rock tontas, solo el sentimiento romántico, ligero y aireado de este número de baile. El resto del LP incluye todos los efectos latinos/chicanos actuales que ayudan a cerrar la brecha de edad entre la multitud de cha cha y los amantes latinos de hoy”.

## Lista de canciones
| Lado uno |                             |                               |          |  |
| N.º      | Título                      | Escritor(es)                  | Duración |  |
| 1.       | «El Cayuco»                 | Tito Puente                   | 3:01     |  |
| 2.       | «Children»                  | Fernando Arbex Miguel Morales | 3:32     |  |
| 3.       | «You've Been Wrong So Long» | David Nunez                   | 4:58     |  |
| 4.       | «The Latin One»             | El Chicano                    | 4:41     |  |

| Lado dos |                                      |                                                         |          |  |
| N.º      | Título                               | Escritor(es)                                            | Duración |  |
| 1.       | «What You Don't Know Won't Hurt You» | Jerry Marcellino Mel Larson Gene Marcellino Dean Airale | 3:13     |  |
| 2.       | «Ahora Si»                           | Ray Barretto                                            | 3:57     |  |
| 3.       | «Gringo en México»                   | Wendy Waldman                                           | 2:58     |  |
| 4.       | «Little Sunflower»                   | Freddie Hubbard                                         | 5:06     |  |

## Créditos y personal
Créditos adaptados desde las notas de álbum de Cinco.
El Chicano
- Bobby Espinosa – teclados, sintetizador ARP, voces
- Mickey Lespron – guitarra eléctrica, guitarra de doce cuerdas
- Enrique “Andre” Baéza – conga, percusión
- Héctor “Rudy” Regalado – timbales, percusión, batería, voces
- Brian Magness – bajo eléctrico
- Jerry Salas – guitarra eléctrica, guitarra acústica, voces
- Eddie “Yaddie” Rodriquez – batería, percusión, voces

Músicos adicionales
- Sherry Williams – coros

Personal técnico
- Johnny Musso – productor
- Mickey Lespron – productor
- Bobby Espinosa – productor
- Andre Baéza – productor
- Lenny Roberts – ingeniero de audio
- Brian Ingoldsby – masterización
- Richard Rankin – fotografía
- Norman Moore – diseño de portada
- Rod Dyer, Inc. – diseño de portada

## Posicionamiento
| Gráfica (1974)                                  | Pico de posición |
| ----------------------------------------------- | ---------------- |
| Estados Unidos (Billboard Top LPs & Tape)       | 194              |
| Estados Unidos (Cash Box Top 100 Albums Cont'd) | 143              |